# Règlement de consultation
 (janvier 2014).
Le règlement de consultation décrit les caractéristiques d’un contrat administratif et détermine les conditions d’envoi et de jugement des offres.
Ces principales rubriques sont :
- L’identification de l’acheteur.
- La date et heure limite de réception des offres.
- L’objet de la consultation.
- L’étendue de la consultation : indiquer la procédure choisie et l’article du code de la commande publique qui s’y réfère.
- La décomposition en lots :
  - Préciser si le marché comporte un ou plusieurs lots.
  - Dans le cas d’un allotissement, présenter le libellé de chaque lot.
  - Indiquer si le candidat peut se présenter pour un ou plusieurs lots.
  - Préciser si les variantes sont autorisées, si oui indiquer les conditions.
- Le mode de règlement du marché.
- Les délais d’exécution ou de livraison.
- Le délai de validité des offres : indiquer le délai sous forme de jours.
- Le contenu des offres : préciser le contenu de la première et seconde enveloppe.
- Les conditions d’envoi des offres : préciser le mode, l’adresse, et les indications à porter sur l’envoi des plis.
- Le jugement des propositions : préciser les différents critères de jugement en notant leurs coefficients de pondération.
- Les renseignements complémentaires : indiquer les contacts auprès desquels les candidats pourraient obtenir des informations complémentaires.